# 盲女与狐狸
《盲女与狐狸》是一部中国上海美术电影制片厂制作的动画作品，片长约20分钟，于1982年上映。

## 剧情简介
一位善良的少女双目失明，她听说，失明的人只要被森林里的狐狸舔舐眼睛，便可看见光明，于是便独自来到森林寻找传说中的狐狸。森林中有一对狐狸兄弟，他们的父亲告诉他们说，人类是很坏的生物，并命令他们不许帮助人类。狐狸兄弟遇到了失明的少女，将她捉弄了几番。后来，狐狸兄弟渐渐认识到，他们遇到的少女并不像父亲所说的坏人，于是决定帮助她。